# Women's National Anti-Suffrage League

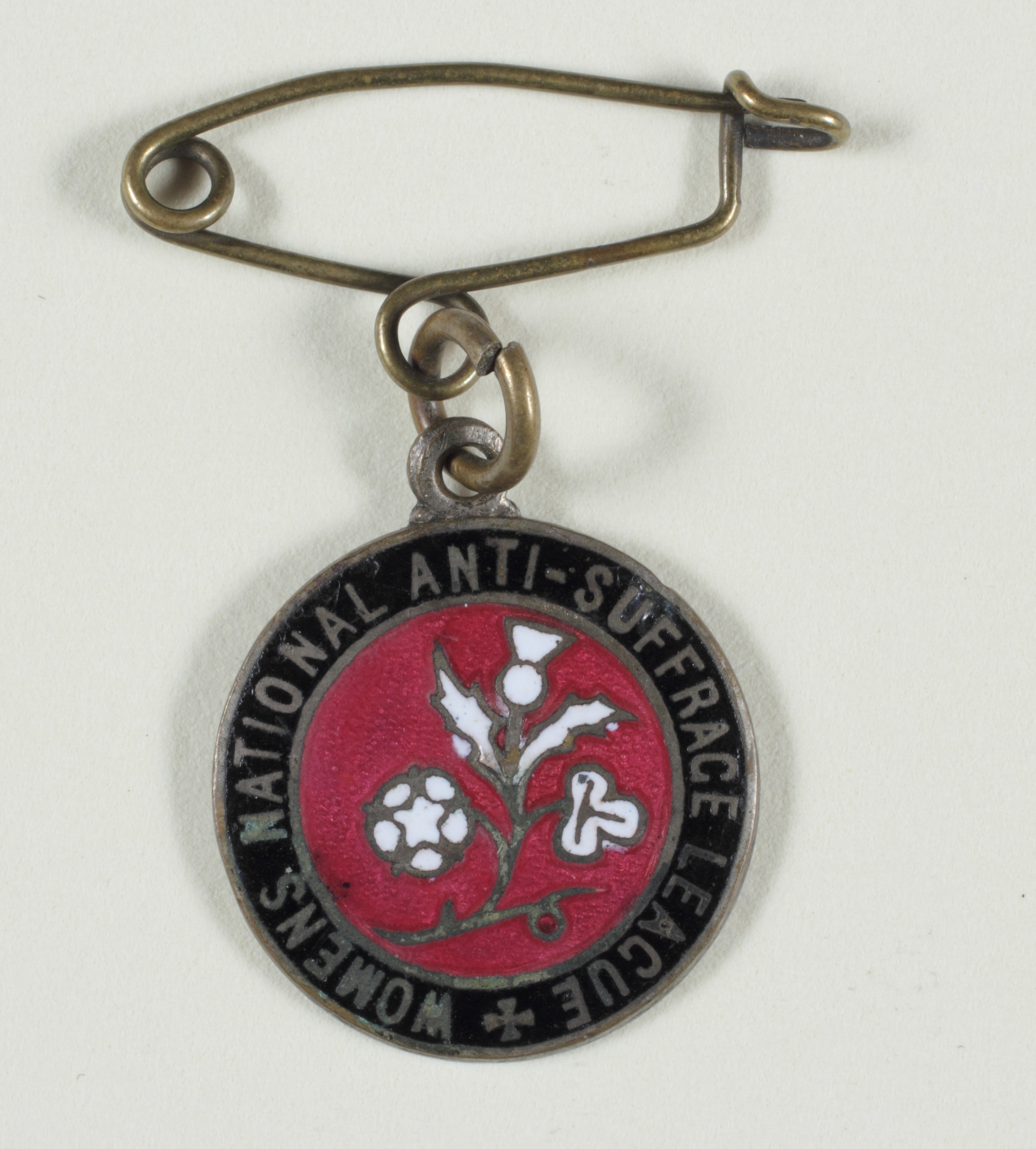
Women's National Anti-Suffrage League badge

Women's National Anti-Suffrage League, var en brittisk kvinnoorganisation, grundad 1908. 
Den grundades av konservativa kvinnor med syftet att motverka införandet av kvinnlig rösträtt, en fråga som då drevs intensivt av rösträttsrörelsen. 
En lokalavdelning bildades på Irland 1909. 
År 1910 förenades kvinnogruppen Women's National Anti-Suffrage League och mansgruppen Men's National League for Opposing Women's Suffrage och bildade National League for Opposing Woman Suffrage, som hade både manliga och kvinnliga medlemmar.